# 天马镇 (都江堰市)
天马镇，是中华人民共和国四川省成都市都江堰市下辖的一个乡镇级行政单位。2019年12月，撤销胥家镇，将其所属行政区域划归天马镇管辖，天马镇人民政府驻车碧路375号。

## 行政区划
天马镇下辖以下地区：
碧鸡桥社区、向荣社区村、金马社区村、绿凤社区村、长虹社区村、禹王社区村、建华社区村、金华社区村、仙鹤社区村、金玉社区村、童山社区村、二郎社区村和金陵社区村。